# Condé-en-Brie
Condé-en-Brie [kɔ̃de ɑ̃ bʁi] ist eine französische Gemeinde mit 658 Einwohnern (Stand 1. Januar 2022) im Département Aisne in der Region Hauts-de-France; sie gehört zum Arrondissement Château-Thierry und zum Kanton Essômes-sur-Marne.

## Geografie
Die Gemeinde Condé-en-Brie liegt etwa 14 Kilometer südöstlich von Château-Thierry in der Landschaft Brie am Surmelin, einem Nebenfluss der Marne. Hier münden die Dhuis und den Surmelin.

## Geschichte
Condé-en-Brie ist eine alte gallorömische Siedlung. Der Name bedeutet „Zusammenfluss“, da hier mehrere Täler zusammentreffen: Surmelin, Dhuys und Verdonnelle. Die Burg wurde auf den Ruinen einer gallorömischen Villa errichtet. Condé-en-Brie war eine Herrschaft der Montmiral, der Coucy, der Grafen von Bar, der Grafen von Saint-Pol, dann des Hauses Bourbon-Vendôme. Der Ort gab dem Fürstentum Condé seinen Namen.
Von 1801 bis 2015 war die Gemeinde Hauptort des Kantons Condé-en-Brie.

### Bevölkerungsentwicklung
| Jahr      | 1962 | 1968 | 1975 | 1982 | 1990 | 1999 | 2011 | 2021 |
| Einwohner | 623  | 592  | 653  | 609  | 591  | 626  | 659  | 675  |

## Sehenswürdigkeiten
- Couvent de Picpus
- Markthalle und Marie aus dem 16. Jahrhundert mit dem Waschhaus
- Das Schloss Condé, Residenz der Fürsten von Condé, Monument historique[3]
- Kirche St. Remigius (Église Saint-Rémi) aus dem 13. Jahrhundert (Monument historique)[4]

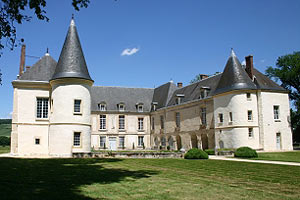
Schloss Condé, Südfassade
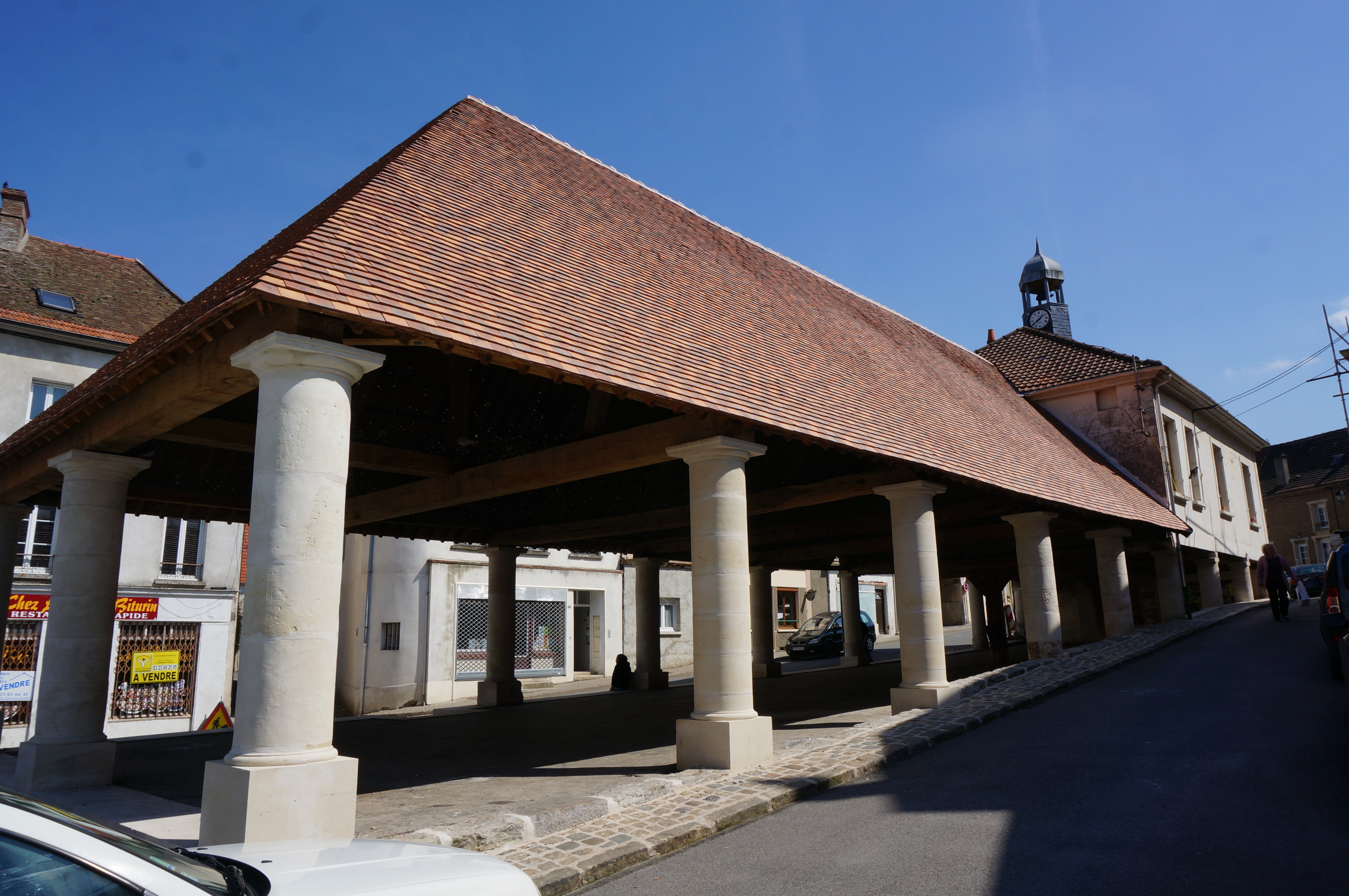
Ehemalige Markthalle
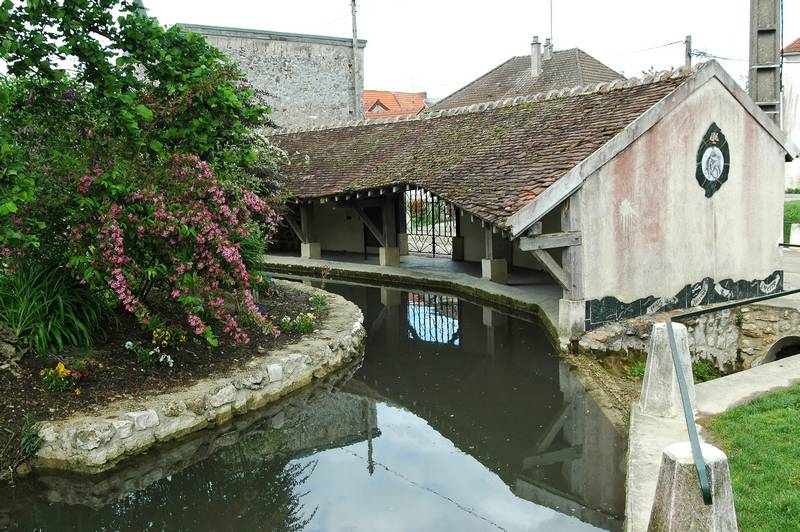
Lavoir